# Клавдія Пульхра Терція
Клавдія Пульхра Терція (*Claudia Pulchra Tertia, 91 до н. е. —після 49 до н. е.) — давньоримська матрона часів пізньої Римської республіки.

## Життєпис
Походила з патрциіанського роду Клавдіїв. Донька Аппія Клавдія Пульхра, консула 79 до н. е..
Після смерті батька у 76 до н. е. родина опинилася у важкому матеріальному становищі. Клавдія була видана заміж за Луція Лукулла без посагу. Під час азійського походу чоловіка заплямувала себе подружньою зрадою, і, повернувшись до Риму у 65 до н. е., Лукулл з нею розлучився.
У 61 до н. е. в ході процесу про паплюження таїнств Доброї Богині, Лукулл дав свідчення про те, що Клавдія полягала в інцесті зі своїм братом Публієм.
Можливо, була ще жива у 49 до н. е. переправилася в Епір одночасно з Гнеєм Помпеєм.

## Родина
Чоловік — Луцій Ліциній Лукулл
Діти:
- Ліцинія